# Осада Сен-Мартен-де-Ре
Осада Сен-Мартен-де-Ре (фр. Siège de Saint-Martin-de-Ré) — попытка английских войск под командованием герцога Бэкингема захватить французскую крепость Сен-Мартен-де-Ре на острове Ре (близ Ла-Рошели) в 1627 году. После трех месяцев осады маркизу де Туара и подкреплению из французских кораблей и войск удалось снять осаду.

## Высадка
12 июля 1627 года 100 английских кораблей и 6000 солдат под командованием герцога Бэкингема вторглись на остров Ре и высадились на пляже Саблансо с целью установить контроль над подходами к гугенотской Ла-Рошели и помочь восстанию горожан. Бэкингем надеялся захватить форт Ла-Прэ и укрепленный город Сен-Мартен-де-Ре. Королевская французская армия из 1200 пехоты и 200 всадников под командованием маркиза де Туара, губернатора острова, оказала сопротивление высадке из-за песчаных дюн, но англичане смогли удержать плацдарм, потеряв при этом более чем 12 офицеров и 100 солдат убитыми.

## Ход осады
В течение трёх дней, пока Бэкингем укреплял плацдарм, де Туара предпринял все доступные меры по усилению цитадели Сен-Мартен. Герцог пытался установить блокаду крепости, но это оказалось трудным; английский осадный инженер утонул во время высадки, пушек были слишком мало и они были слишком слабыми, наконец, наступала осень, и болезни стали выкашивать английских солдат. Осада продолжалась до октября.
Запрашиваемые подкрепления из Англии оказались недостаточными. Две тысячи ирландских солдат прибыли под руководством сэра Ральфа Бингли 3 сентября 1627 года. Небольшой флот под руководством сэра Уильяма Бичера привез только 400 новобранцев. 18 сентября герцог Бекингемский снова появился перед Сен-Мартен-де-Ре, но был обстрелян артиллерией и не предпринял попытку высадки.
Французы, несмотря на трудности, смогли получить небольшие объёмы ресурсов — в августе кардинал Ришельё предложил вознаграждение в размере 30 000 ливров капитану корабля, который доставит 50 баррелей кукурузы, муки или хлеба в цитадель. Наконец, 7—8 октября прибывший большой торговый флот из 29—35 кораблей смог прорвать английскую морскую блокаду. Это произошло в последний момент, когда Туарас уже признавал, что не сможет продержаться дольше.
С материка 20 октября были высажены 4000 человек французского подкрепления на южном конце острова. Спасение крепости было возложено на маршала Франции Анри де Шомберга.
Шотландский флот из 30 судов с 5000 человек был на пути к острову в октябре 1627 года, но был разбит штормом у побережья Норфолка.
27 октября Бэкингем предпринял последнюю отчаянную атаку на Сен-Мартен, но английские осадные лестницы оказались слишком коротки, чтобы достичь верхнего края стены, и крепость осталась неприступной. Несмотря на признаки того, что французский гарнизон Сент-Мартена сам был близок к капитуляции, Бэкингем все-таки отступил со своими войсками к северной части острова, чтобы атаковать деревню Лойкс. Последовал бой у моста Фено, ставшая решающим поражением британцев. Французы предприняли преследование и нанесли противнику серьёзные потери. 

## Результаты
Сильный голландский флот, вышедший с целью помощи 6 ноября 1627 года, прибыл слишком поздно. В общей сложности Бэкингем потерял более 5000 человек в кампании из 7-тысячной армии.

## Послесловие
После двух месяцев в осаде жители Ла-Рошели, наконец, начали открытое восстание против центрального правительства Франции, началась осада Ла-Рошели.
После поражения Бэкингема Англия пытались отправить два флота, чтобы помочь Ла-Рошели. Первый из них, во главе с Уильямом Филдингом, графом Денби, вышел из порта в апреле 1628 года, но вернулся без боя в Портсмут.
После возвращения в Англию Бэкингем пытался организовать вторую кампанию, чтобы снять осаду Ла-Рошели, но был убит в Портсмуте 23 августа 1628 года Джоном Фелтоном. Фелтон был повешен в ноябре, а герцог Бэкингем был похоронен в Вестминстерском аббатстве. Однако ко времени своей смерти Бэкингем был ненавистной фигурой для большинства англичан, Фелтона даже некоторые признали героем.
Второй флот был отправлен вскоре после смерти Бэкингема во главе с адмиралом графом Линдси, но и он не смог помочь осажденным. Измученные и без всякой надежды на поддержку извне жители Ла-Рошели, наконец, сдались королевским войскам 28 октября. После этих поражений Англия прекратила свое участие в Тридцатилетней войне и заключила мир с Францией в 1629 году и с Испанией в 1630 году, к ужасу всех протестантских сил на континенте.
После этих конфликтов главный порт Сен-Мартен-де-Ре был дополнительно укреплен Вобаном в 1681 году.
- Высадка Бэкингема на пляже Саблансо (деталь).
- Англичане осаждают Сен-Мартен-де-Ре (деталь).
- Герцог Бэкингем.
- Губернатор Ре маркиз де Туара.
- Успешная оборона острова Ре, худ. К. Виньон (1642).
- Маршал Анри де Шомберг и маркиз Туарас изгоняют герцога Бэкингема с острова Ре.
- Отступление англичан с острова.
- Шомберг показывает захваченные английские знамёна королю.
- Памятная доска в честь маркиза Туараса.